# Sam Bastiaens
Sam Bastiaens is een personage uit de Vlaamse soap Thuis. Sam werd gespeeld door Ronny Daelman van 2002 tot 2009.

## Fictieve biografie
Sam is de zoon van Eric en Martine. In afwachting van de renovatie van hun huis, ging de familie Bastiaens logeren bij Marianne, Erics nicht. Sam heeft een goede band met zijn zus Sofie en halfbroer Michael.
Sam was vroeger sterk geïnteresseerd in de natuur en was een dierenliefhebber. Toen zijn beste vriend Jelle aangereden werd door Jean-Pierre De Ruyter, nam hij wraak door Jean-Pierres auto te 'verstoppen'. Femke hielp hem daarbij. De twee werden verliefd en begonnen een relatie. Wanneer Femke stopt met school, verbrak Sam de relatie. 
Hij wordt verliefd op Aisha. Hoewel ook deze relatie niet zonder problemen verloopt (Aisha's verkrachting, Mo die hen onder druk zet e.d.), zijn zij een tijdje heel gelukkig. Maar Sam wil verder gaan dan 'handjes vasthouden' bij Aisha. Het loopt verkeerd en Sam zoekt weer toenadering tot Femke. Zij geven hun relatie opnieuw een kans en het gaat beter dan ooit. Sam stopt met studeren, trekt bij Femke in en ze baten samen een eigen broodjeszaak uit, Ter Smissen Baget. 
Maar wanneer Sofie in de problemen geraakt (drugsverslaving, prostitutie) en Femke hier niets over zegt aan Sam, is het voor hem gedaan. Hij werkt nog een tijdje bij Baget, maar gaat dan in de Fit&Fun werken bij Werner. Femke koopt hem uit, maar geraakt in de schulden en Baget gaat failliet. Met Sam gaat het op financieel vlak goed: hij krijgt 1000 euro per maand van Femke (afbetaling Baget), werkt in de Fit&Fun en verhuurt ook nog eens kamers in de loft aan Aisha, Dorien en Youssef.
Wanneer Werner, Julie, Nand en Eva in december 2007 naar Zuid-Afrika verhuizen, neemt Sam de Fit&Fun over. Hij begint een relatie met Dorien, die sinds 2006 al een tijdje een boontje voor hem had. Tijdens de hertrouw van zijn ouders raken zij betrokken in een auto-ongeval (hij had gedronken en hij moest uitwijken voor Kasper op de motor). Sam komt zonder veel schade uit de auto, maar Dorien moet voor de rest van haar leven in een rolstoel blijven, omdat ze sinds het auto-ongeval verlamd is aan haar benen. Hij steunt haar doorheen haar lange revalidatie en in mei 2008 trouwen ze met elkaar.
Het huwelijk verloopt in het begin echter niet zoals gehoopt: op de dag van het huwelijk verdwijnt Sofie. Het worden lange maanden voor de familie Bastiaens. Wanneer Sofie vermoord wordt teruggevonden in de Ardennen, wordt het nog zwaarder. Dorien wordt bovendien verliefd op een medestudent, Jonas. Ze begint iets met Jonas. Even dreigt het huwelijk mis te lopen, maar wanneer Dorien de kans krijgt om haar studies verder te zetten in Lanzarote, verhuizen Sam en Dorien naar het eiland om hun huwelijk er een nieuwe start te geven.